# إيدا هينمان
إيدا هينمان (بالإنجليزية: Ida Hinman)‏ هي ناشطة حق المرأة بالتصويت ‏ وصحفية أمريكية، ولدت في 1854 في كيوكوك في الولايات المتحدة، وتوفيت في 1 فبراير 1926 في بروكلين في الولايات المتحدة.